# Nemestrinoidea
Nemestrinoidea è una superfamiglia di Insetti dell'ordine dei Ditteri, sottordine Brachycera. Comprende due piccole famiglie di brachiceri primitivi tradizionalmente incluse nella coorte degli Orthorrhapha. La collocazione tassonomica secondo un criterio filogenetico è invece ancora controversa.

## Descrizione
Pur trattandosi di un gruppo relativamente piccolo, la morfologia dei Nemestrinoidea è eterogenea, soprattutto raffrontando le due famiglie. Alcuni caratteri sono presenti anche nell'infraordine dei Tabanomorpha o, più in generale, nei Brachiceri inferiori non inclusi nell'infraordine dei Muscomorpha.
Caratteri condivisi con i Brachiceri inferiori non Muscomorpha sono la presenza dell'arolio pulvilliforme nei pretarsi e la suddivisione della radio in quattro rami, per la presenza della biforcazione R4+5. Dalla generalità dei non Muscomorpha si distinguono per la morfologia delle antenne, tipicamente aristate, per lo sviluppo della costa, che non si estende oltre l'apice dell'ala.
Il corpo è pubescente, tozzo e compatto, soprattutto negli Acroceridae. Il capo è ben sviluppato ed evidente nei Nemestrinidae, piccolo e parzialmente nascosto dallo sviluppo del torace negli Acroceridae. Gli occhi sono ben sviluppati, confluenti al vertice (capo oloptico nella generalità dei maschi dei Nemestrinidae e di entrambi i sessi degli Acroceridae. Il torace è ampio ma poco convesso nei Nemestrinidae, fortemente convesso negli Acroceridae. In entrambe le famiglie la conformazione della nervatura alare presenta specificità che, unitamente ad altri caratteri, rendono questi insetti di facile identificazione rispetto alle altre famiglie di ditteri. In particolare, nei Nemestrinidae è caratteristica la conformazione "anomala" delle nervature posteriori, che tendono ad assumere un percorso parallelo al margine dell'ala e a confluire verso l'apice dell'ala, mentre un sistema di nervature che prende origine dalla cellula basale tende ad assumere un percorso obliquo attraversando diagonalmente la regione remigante verso il margine posteriore; negli Acroceridae la struttura della nervatura può variare, secondo il genere, per la semplificazione delle ramificazioni longitudinali o per la presenza di una nervatura trasversale radio-mediale supplementare con chiusura di una o due cellule r5. L'alula è ben sviluppata negli Acroceridae, poco rilevata nei Nemestrinidae. L'addome è ampio, spesso marcato da colori in contrasto a bande trasversali, con estremità posteriore tendenzialmente acuta nei Nemestrinidae e larga e ottusa negli Acroceridae.

## Biologia
Gli adulti dei Nemestrinoidea si nutrono di nettare, fatta eccezione per alcuni Nemestrinidae che hanno apparato boccale rudimentale. In altri Nemestrinidae le appendici boccali raggiungono uno sviluppo in lunghezza tale da raggiungere i nettarii di fiori con la corolla tubulosa molto lunga; questi insetti, insieme ad alcuni Tabanidi, sono gli unici impollinatori di alcune piante della regione afrotropicale appartenenti a diverse famiglie (Orchidaceae, Iridaceae e Geraniaceae).
Le larve sono parassitoidi a spese di altri artropodi. Quelle degli Acroceridae sono associate generalmente ai Ragni, quelle dei Nemestrinidae sono associate prevalentemente agli Ortotteri, di cui sono importanti agenti di controllo naturale, e ai Coleotteri Scarabeidi. Caratteristica tipicamente primitiva, condivisa con la maggior parte dei Brachiceri inferiori è la pupa anoica.

## Filogenesi ed evoluzione
La filogenesi dei Nemestrinoidea è controversa. HENNIG (1973) e WOODLEY (1989) ritenevano i Nemestrinoidea monofiletici sulla base dell'etologia larvale, mentre diversi Autori (YEATES, GRIFFITHS, NAGATOMI), negli anni novanta, ne sostenevano la parafilia. Fra le indagini più recenti, un'analisi cladistica più complessa condotta da YEATES et al. e basata sull'acquisizione dei molteplici studi condotti nell'ultimo trentennio del XX secolo, ha portato all'elaborazione di un cladogramma in cui i Nemestrinoidea risultano mononofiletici e posizionati come ramo più primitivo del clade dei Muscomorpha sensu Yeates & Wiegmann.
L'origine di entrambe le famiglie è stimata ad un'epoca che si colloca fra il Giurassico medio e il Giurassico inferiore e fossili di Nemestrinidae sono datati al tardo Giurassico.

## Sistematica
Storicamente Acroceridae e Nemestrinidae erano inclusi, come tutti i Brachiceri inferiori, nel raggruppamento degli Orthorrhapha, fondamentalmente sulla base della biologia della ninfosi e dello sfarfallamento. Con l'applicazione della cladistica alla tassonomia, la posizione sistematica di questi ditteri divenne problematica e ancora oggi è incerta la sua effettiva collocazione.
HENNIG (1973), sulla base del parassitoidismo delle larve, raggruppò le famiglie Acroceridae, Nemestrinidae e Bombyliidae nella superfamiglia dei Nemestrinoidea, posizionandola nei Tabanomorpha all'interno dell'infraordine Homoeodactyla. Nei decenni successivi è stata messa in evidenza la distanza dei Bombyliidae, in senso filogenetico, dagli Acroceridae e dai Nemestrinidae, ma resta irrisolto il problema della collocazione tassonomica della superfamiglia. Pur essendoci un largo consenso sulla suddivisione della superfamiglia nelle due famiglie degli Acroceridae e dei Nemestrinidae, gli inquadramenti tassonomici ricorrenti in letteratura, dagli anni ottanta ad oggi, si attestano su tre differenti posizioni:
1. Inquadramento nell'infraordine Tabanomorpha[6].
2. Inquadramento nell'infraordine Asilomorpha[7][8].
3. Inquadramento nell'infraordine Muscomorpha[9][10][11]
4. Collocazione incertae sedis nei Brachycera[12][13].